# پاده نوکداری
پاده نوکداری (به لاتین: Padeh-ye Nowkdari) یک منطقهٔ مسکونی در افغانستان است که در ولایت بادغیس واقع شده‌است.